# Разработка газоконденсатной залежи
Разработка газоконденсатных залежей — комплекс работ по извлечению газа и конденсата из пласта. Осуществляется на газоконденсатном месторождении посредством реализации определённой системы разработки — размещением на площади газоносности и структуре необходимого числа эксплуатационных и нагнетательных скважин, соблюдением поддержанием необходимых технологических режимов эксплуатации скважин. Оптимальные сроки извлечения запасов углеводородного сырья, количество и порядок ввода к эксплуатацию, а также технологические режимы эксплуатационных скважин, обеспечивающие требуемые значения коэффициентов извлечения газа и конденсата определяются выбранным технологическим режимом и существующим пластовым режимом  при проектировании разработки.

## Технологический режим
Технологический режим разработки определяется следующими факторами:
- Депрессия
- Дебит скважины

## Пластовый режим
Пластовый режим определяется характерами сил, создающих внутрипоровое давление в коллекторе. Существуют следующие пластовые режимы:
- Режим растворенного газа
- Режим газовой шапки
- Упруговодонапорный режим
- Жестководонапорный режим
- Режим гравитации